# Мессьє 89
Мессьє 89 (М89, інші позначення -NGC 4552,UGC 7760,MCG 2-32-149, ZWG 70.184, VCC 1632, PGC 41968) — галактика у сузір'ї Діва.
Цей об'єкт входить у число перерахованих в оригінальній редакції нового загального каталогу.

## Відкриття
Відкривачем цього об'єкта є Шарль Мессьє, який вперше спостерігав за об'єктом 18 березня 1781.

## Навігатори
| ◄ NGC 4548 \| NGC 4549 \| NGC 4550 \| NGC 4551 \| NGC 4552 \| NGC 4553 \| NGC 4555 \| NGC 4556 \| NGC 4557 ► |

Координати:  12г 35м 39.8с, +12° 33′ 23″